# Ardenas flamencas
Árdenas o Árdenas flamencas es el nombre dado informalmente a una región abundante en colinas del sur de la provincia de Flandes Oriental, Bélgica. Sus colinas más altas rondan tan sólo los 150 metros.
El área es distinta de Ardenas (región), que está localizada más al sur, en Valonia, Francia, Alemania (Eifel) y Luxemburgo.
Entre las ciudades más grandes de esta área se distinguen Oudenaarde y Zottegem.

## Ciclismo

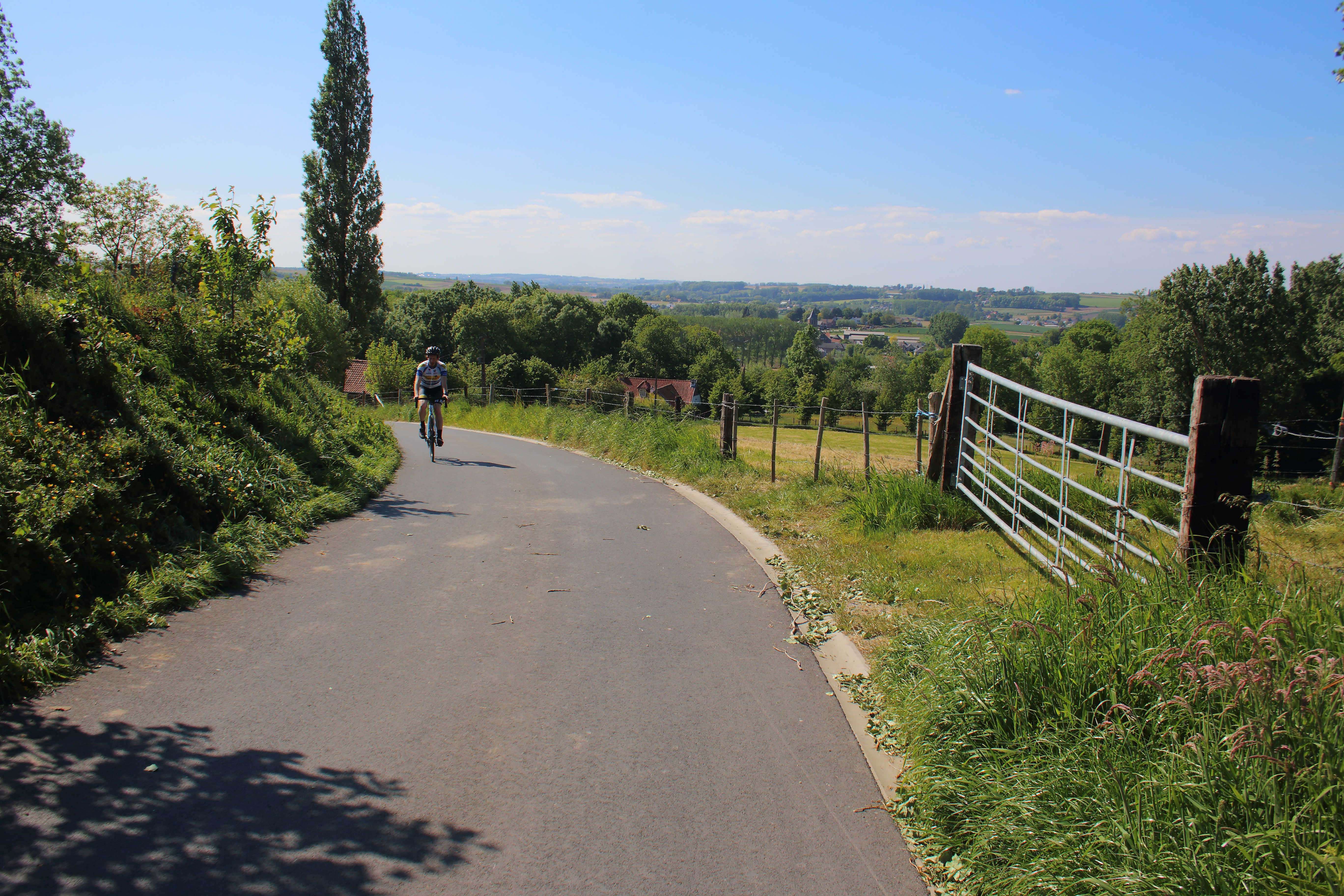
Ciclista en las Ardenas flamencas

Esas abundantes colinas han hecho célebres a muchas carreras ciclistas que transcurren por la zona. Ejemplo de ello es el "monumento del ciclismo" Tour de Flandes y en menor medida otras pruebas como el E3 Prijs Vlaanderen-Harelbeke, o el Dwars door Vlaanderen. Las ascensiones más famosas de las Ardenas Flamencas son la cota de Koppenberg, adoquinada y al 22% de desnivel y el Muur-Kapelmuur, en Geraardsbergen, de características similares, conocido como uno de los dos únicos verdaderos 'muros' del ciclismo en Bélgica (siendo el otro el de Huy, ya en la provincia de Lieja -Valonia-, donde tradicionalmente termina la Flecha Valona).

## Origen del nombre
Esta región de Bélgica nada tiene que ver con las verdaderas Ardenas. Las Ardenas se sitúan en Valonia, y son la única región, más o menos, montañosa de Bélgica; alcanzándose casi los 700 metros sobre el nivel del mar en sus colinas más altas. Se trata de una región fronteriza con Francia, Alemania y Luxemburgo. 
Las Ardenas flamencas reciben este nombre por ser una de las poquísimas zonas colinosas de Flandes. Es un caso similar al de ciertas regiones llamadas en España "Suiza": Suiza manchega (sierra de Alcaraz), Suiza valenciana (zona de la Hoya de Buñol). No se trata más que de una denominación turística.

## Imágenes

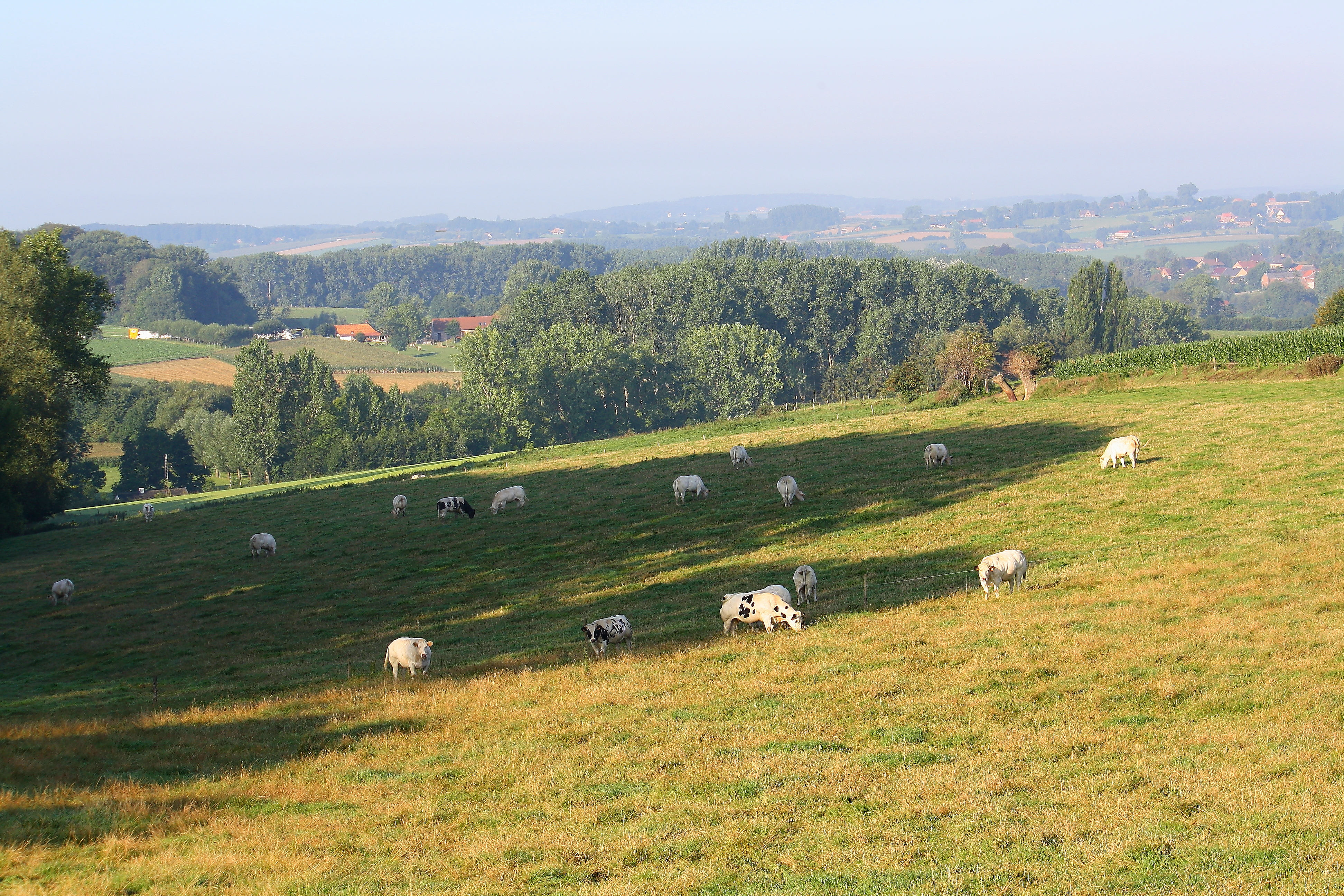
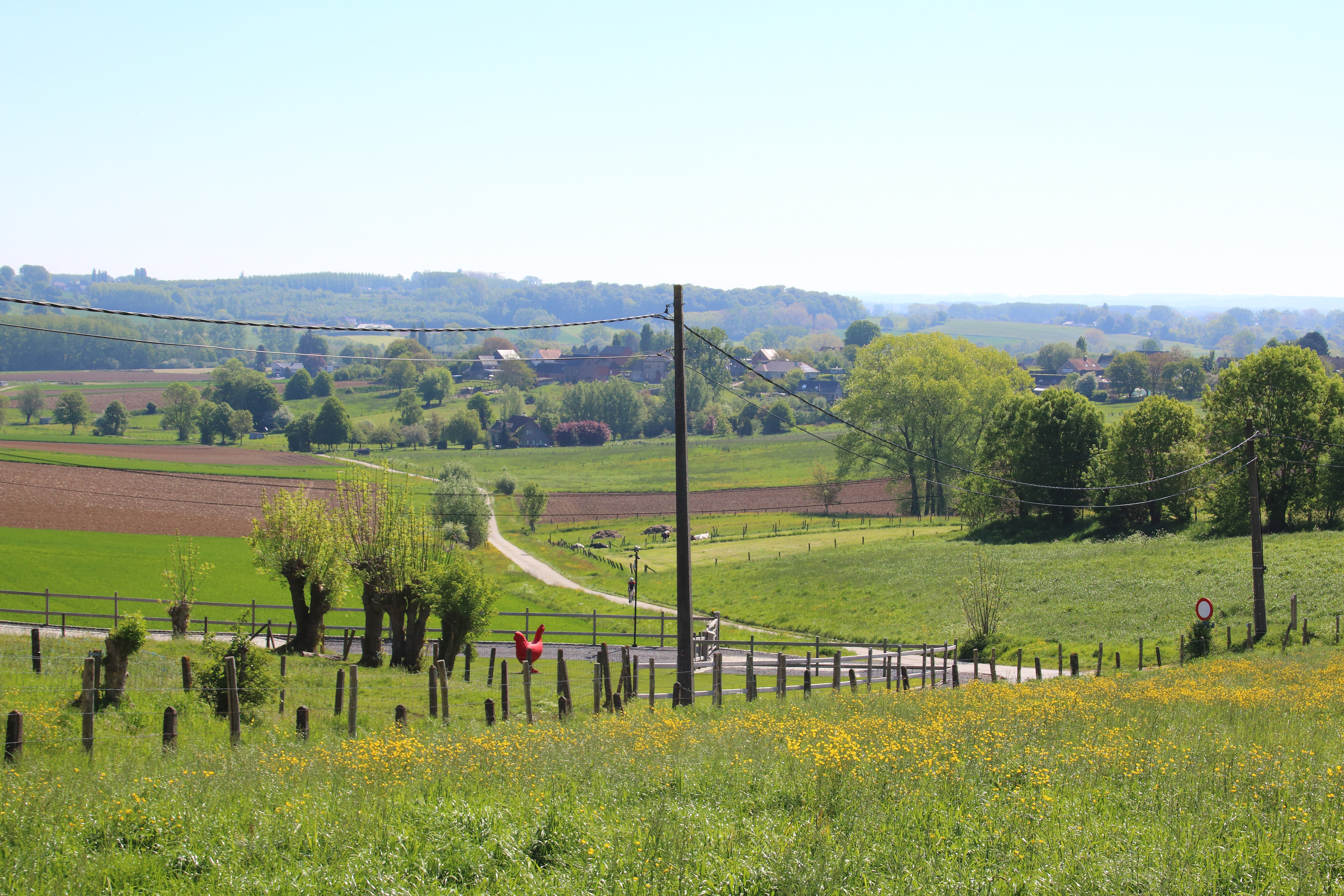
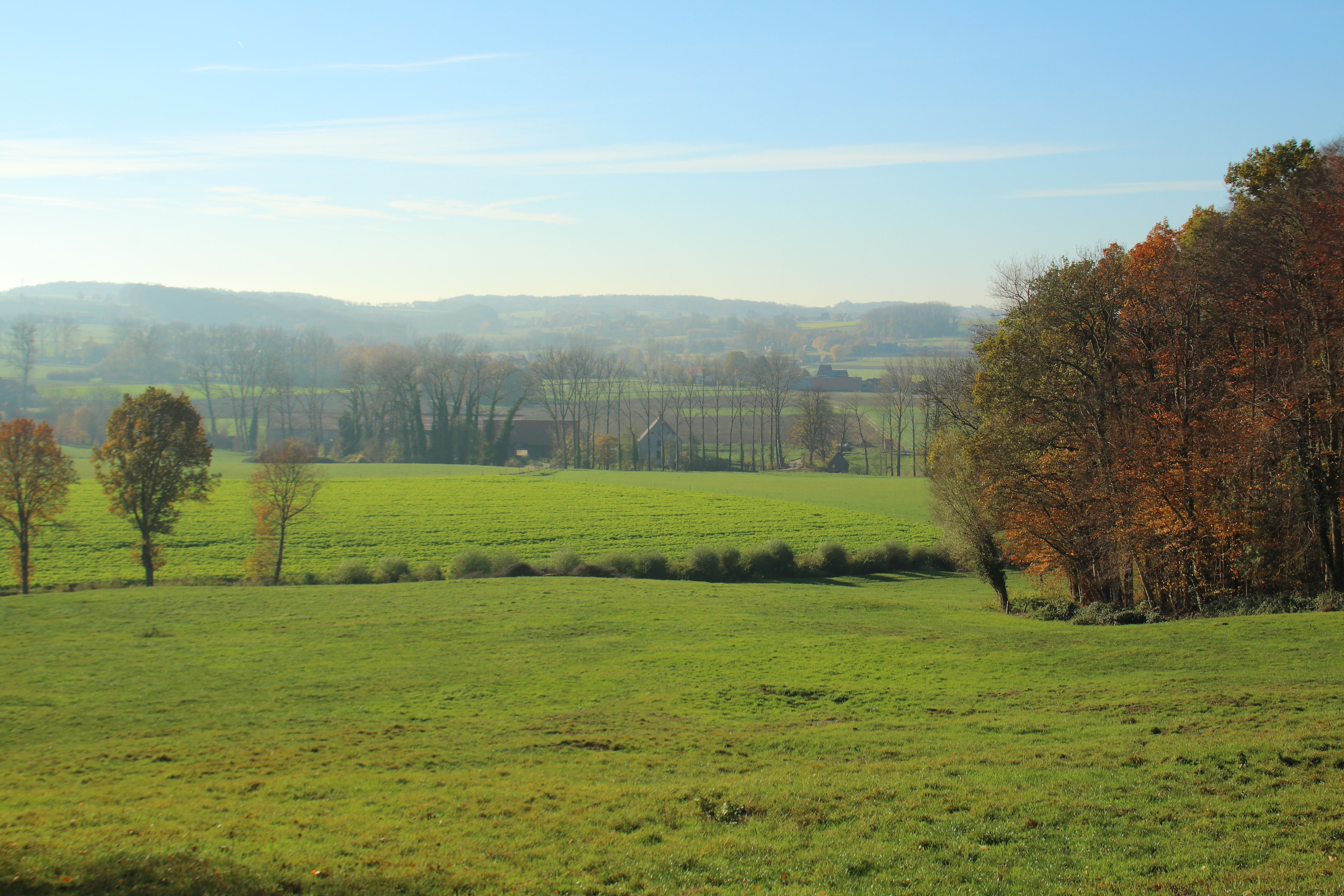
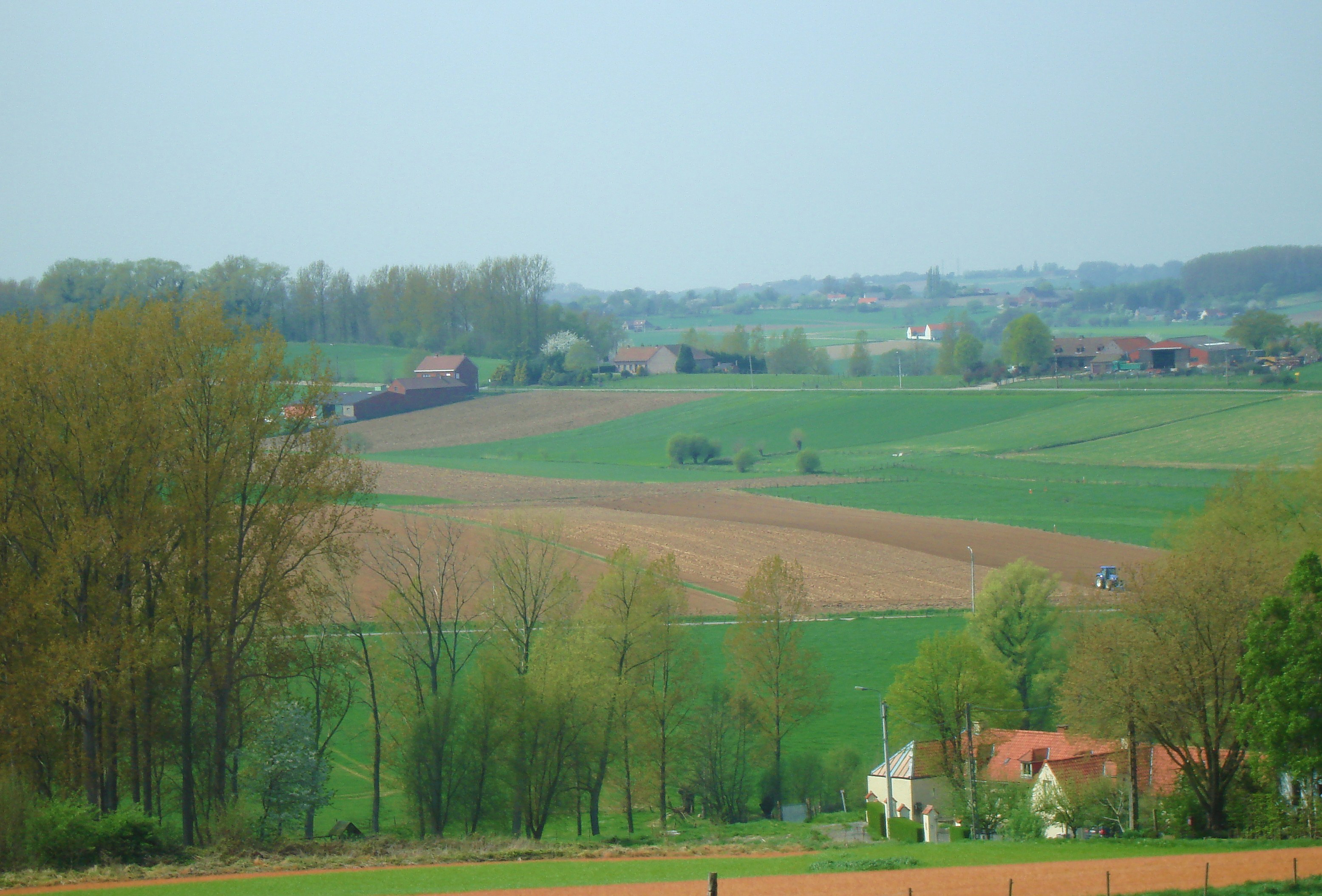
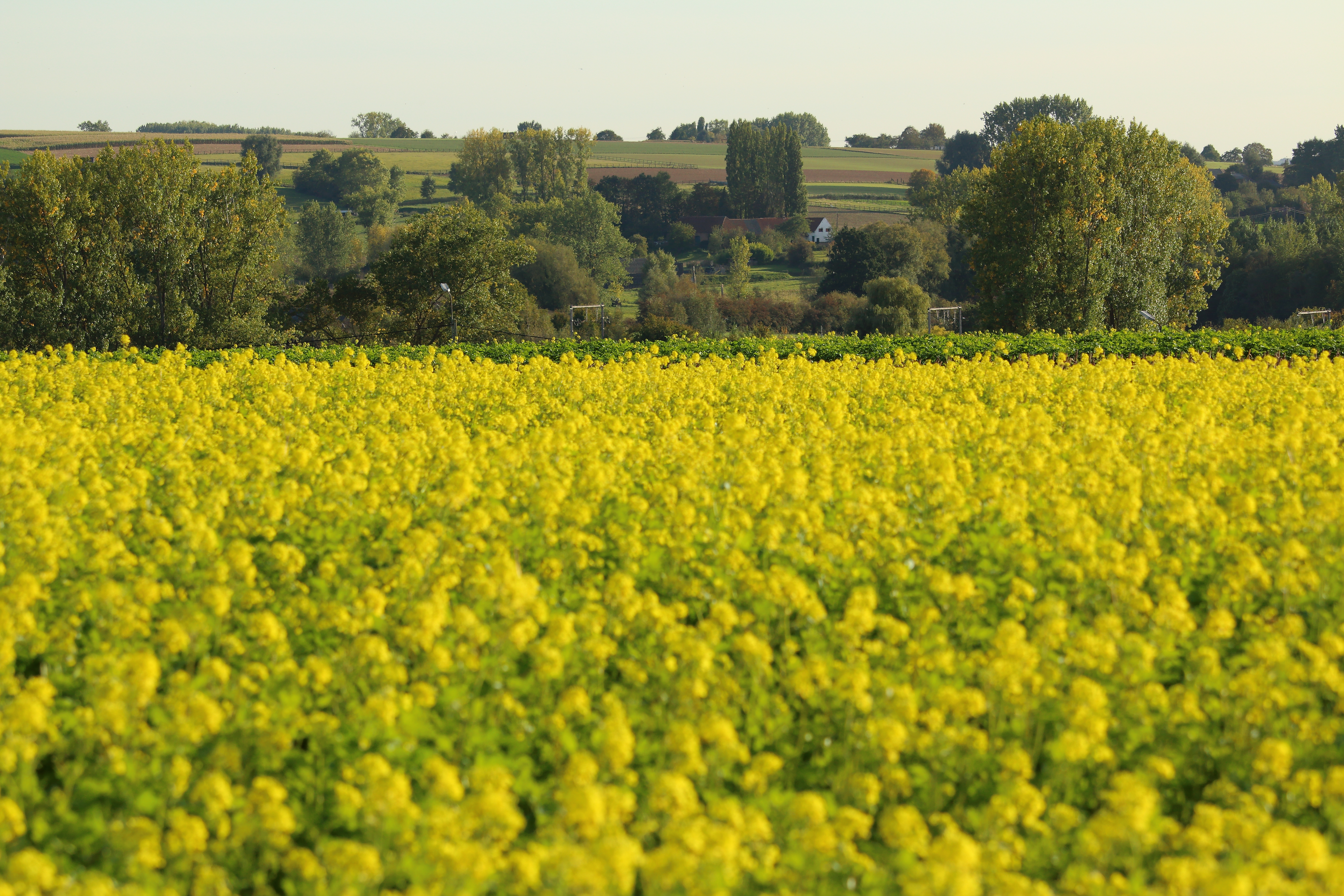
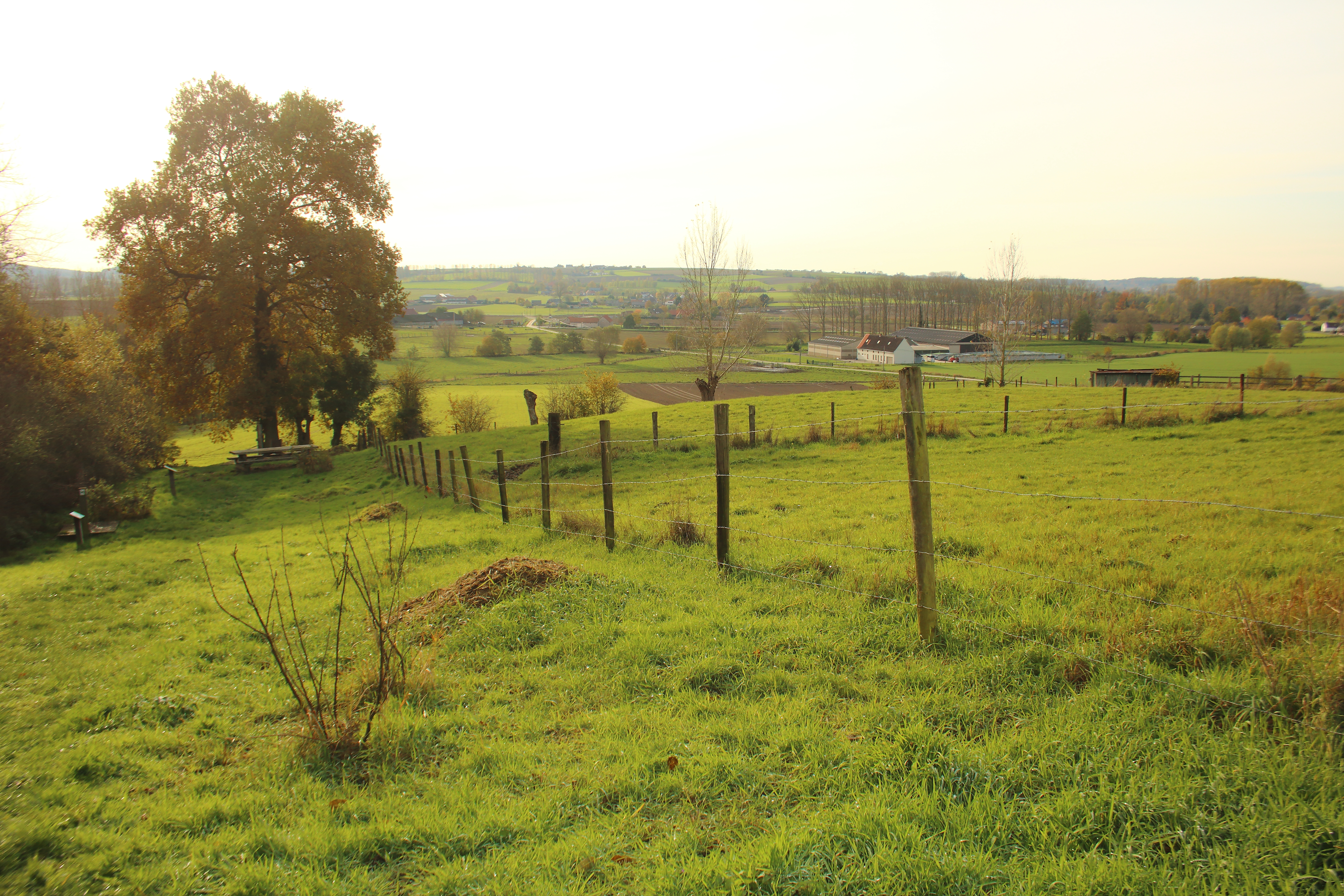
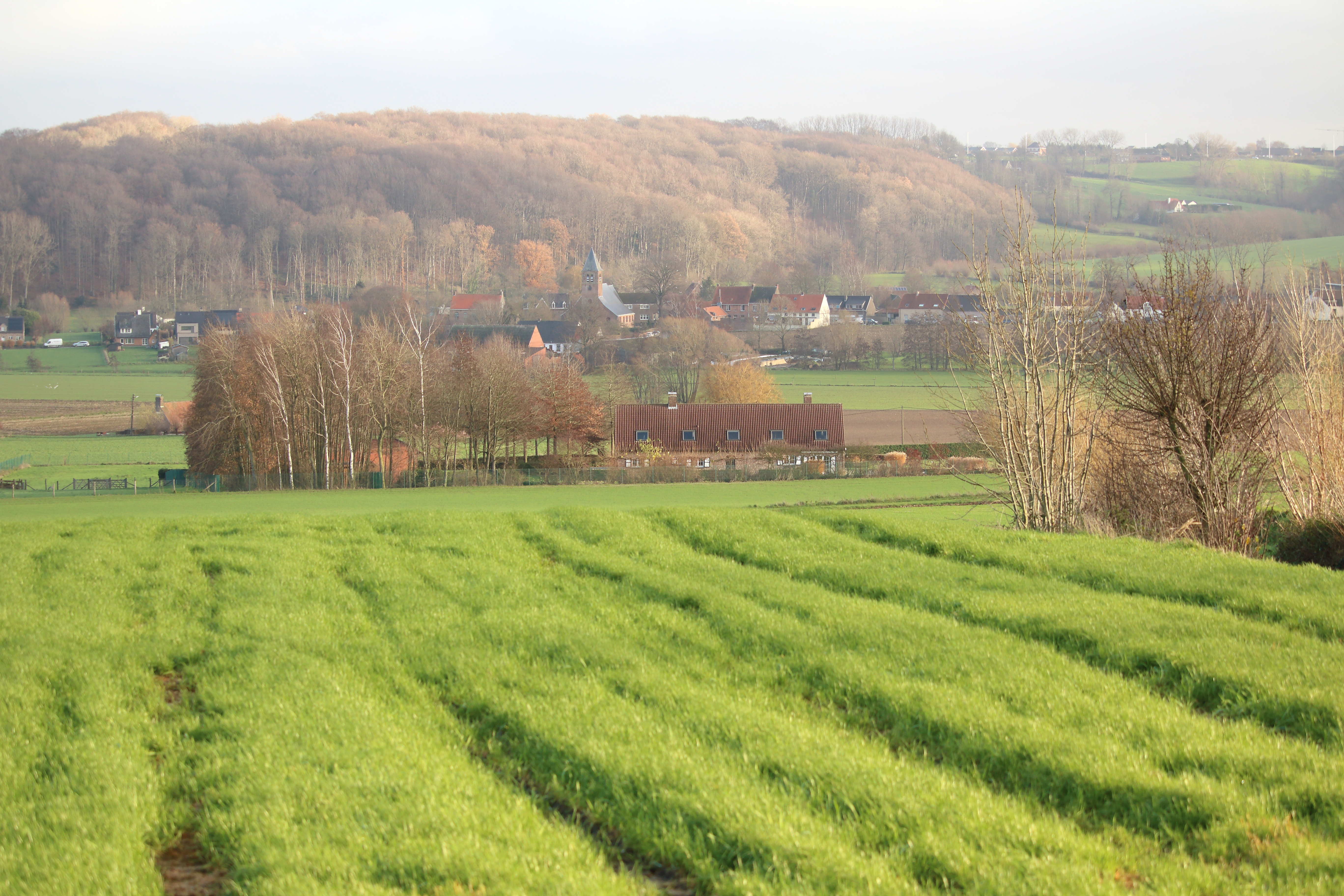

- Datos: Q1434732
- Multimedia: Flemish Ardennes / Q1434732